# Ciclobutanol
Ciclobutanol é álcool secundário derivado do composto cíclico ciclobutano, de fórmula química C4H8O. Existem 25 isômeros com a mesma fórmula.